# Top Fighter
Top Fighter es un documental hongkonés de acción de 1995, dirigido por Toby Russell, a cargo del guion estuvo George Tan, que también es parte de la producción y el elenco está compuesto por Joel Cutrara, Jackie Chan, Jim Kelly y Bruce Lee, entre otros. Esta obra fue realizada por Eastern Heroes Video, se estrenó el 15 de junio de 1995.

## Sinopsis
Un recorrido por la historia de las artes marciales, desde sus comienzos en China en el siglo VI a. C. hasta la actualidad, con entrevistas a historiadores como David Weeden y actores como Gordon Liu y Jackie Chan.